# Cnaphalocrocis loxodesma
Cnaphalocrocis loxodesma là một loài bướm đêm trong họ Crambidae.